# أيدان كونولي
أيدان كونولي (بالإنجليزية: Aidan Connolly) (15 أغسطس 1995 بدندي في المملكة المتحدة - ) هو لاعب كرة قدم بريطاني في مركز الهجوم. شارك مع منتخب اسكتلندا تحت 16 سنة لكرة القدم ومنتخب اسكتلندا تحت 19 سنة لكرة القدم. أما مع النوادي، فقد لعب مع دندي يونايتد وريث روفرز ونادي بريتشين سيتي ونادي كوينز بارك.

## وصلات خارجية
- أيدان كونولي على موقع الاتحاد الإسكتلندي (الإنجليزية)
- أيدان كونولي على موقع قاعدة بيانات كرة القدم.إي يو (الإنجليزية)
- أيدان كونولي على موقع Soccerbase.com (لاعب) (الإنجليزية)
- أيدان كونولي على موقع Soccerway.com (الإنجليزية)